# Mercyful Fate
Mercyful Fate är en dansk heavy metal-grupp, bildad 1981. Ett av de stilbildande banden inom hårdare metalgenrer.
Bandet debuterade 1982 med en EP som heter Mercyful Fate, men är mer känd som Nuns Have No Fun efter en av låtarna på EP:n. Mercyful Fate har haft ett stort inflytande på uppkomsten av genrer som black metal, thrash metal och death metal. Även om Mercyful Fate spelade en rak heavy metal var de satanistiska inslagen stora och den musikaliska delen var obeveklig och snabb utan att bli punkig som föregångarna Motörhead och Venom. 1983–1984 stod Mercyful Fate på toppen av sin karriär. Med albumen Melissa och Don't Break The Oath skrev Mercyful Fate in sig i hårdrockshistorien. Den falsettsjungande King Diamond gick senare vidare och formade sitt eget band under namnet King Diamond. Mercyful Fate gjorde ett uppehåll men de återkom i mitten av 1990-talet och har sedan dess släppt flera album. Hank Sherman meddelade i maj 2020 att han skrivit flera låtar till ett nytt album.

## Medlemmar

### Nuvarande medlemmar
- King Diamond (eg. Kim Bendix Petersen) – sång (1981–1985, 1993– ) (Black Rose, Brats, Danger Zone)
- Hank Shermann (eg. Rene Krolmark) – gitarr (1981–1985, 1993– ) (Brats, Fate, Zoser Mez, Gutrix, Shermann Soldiers, Virus 7, Force of Evil, Rax Load, Stygia (gäst), Demonica)
- Mike Wead (eg. Mikael Wikström) – gitarr (1996– ) (King Diamond, Abstrakt Algebra, Memento Mori, Witch, Candlemass, Maninnya Blade, Hexenhaus, Kryptillusion)
- Bob Lance (eg. Bjarne Thomas Holm) – trummor (1994– ) (Force of Evil, Fate, Gutrix, Shermann Soldiers, Rax Load)
- Joey Vera – bas (2019–)

### Tidigare medlemmar
Gitarr
- Carsten Van Der Volsing (1981) (Brats)
- Benny Petersen (1981) (Pretty Maids, Evil, Encore)
- Michael Denner (1982–1985, 1993–1996, 2009) (Brats, Danger Zone, King Diamond, Iron Space, Zoser Mez, Force of Evil)

Basgitarr
- Ole Beich (1981; död 1991) (ex-Guns N' Roses, ex-L.A. Guns)
- Grabber (eg. Timi Hansen) (1981–1985, 1993–1994, 2009) (King Diamond, Danger Zone)
- Sharlee Mercyful Fate (eg. Charles Peter Andreason aka Sharlee D'Angelo) (1994– ) (Arch Enemy, Sinergy, Illwill, Dismember, Witchery, Facelift, Spiritual Beggars)

Trummor
- Jan Lindblad (1981)
- Old Nick Smith (1981) (Danger Zone)
- Ole Frausing (1981) (Missing Link)
- Kim Ruzz (1982–1985)
- Morten Nielsen (1993) (Apocalypse, Crime Academy, Furious Trauma, Red Warszawa, Zoser Mez, Shermann Soldiers)
- Snowy Shaw (eg. Tommie Helgesson) (1993–1994) (Dream Evil, Notre Dame, Illwill, King Diamond, Memento Mori, Cans, Therion (turné), Sabaton, XXX)

### Turnerande medlemmar
- Joey Vera – basgitarr (2019–)

## Diskografi
Studioalbum
- 1983 – Melissa
- 1984 – Don't Break The Oath
- 1993 – In The Shadows
- 1994 – Time
- 1996 – Into the Unknown
- 1998 – Dead Again
- 1999 – 9

EP
- 1982 – Mercyful Fate
- 1994 – The Bell Witch
- 1999 – The Curse of Evil

Singlar
- 1983 – "Black Masses"
- 1993 – "Egypt"
- 2009 – "Evil"

Samlingsalbum
- 1987 – The Beginning
- 1992 – Return Of The Vampire
- 2003 – Melissa / The Beginning
- 2003 – The Best of Mercyful Fate
- 2004 – Don't Break the Oath / Return of the Vampire